# Imperium Galactica
Imperium Galactica — компьютерная игра в жанре стратегия в реальном времени, разработанная компанией Digital Reality. Игра вышла в 1997 году, а в 2000 году появилось продолжение — Imperium Galactica II.
Первая версия игры была выпущена ещё для MS-DOS, она требовала наличия мыши, без которой не запускалась, и шла в режиме 640×480×256. Игра сочетает глобальную стратегию, 4X и стратегию реального времени, и при этом не является тактической в полной мере. На момент выхода игры аналогов не существовало, но тем не менее идея уже была не нова (в 1994 году вышла игра Reunion — разработанная компанией Amnesty, которая впоследствии превратилась в Digital Reality). Впоследствии аналогом стали называть игры из серии Pax Imperia (ближайший представитель — Pax Imperia: Eminent Domain).

## Описание
В игре есть дипломатия (появляется позже всего), мораль, большой набор рас, возможность строить по своему усмотрению здания и юниты на различных планетах, которые в свою очередь различаются параметрами, внешним видом, рельефом (однако каждая планета на уровне её поверхности представлена только одной небольшой локацией на ней). Отсутствует «генератор Вселенных/Галактик» и вообще возможность играть против компьютера — сценарий, отсутствует редактор планет (или любой другой редактор).

### Структура флота
Структура флота предполагала три класса кораблей: истребитель, крейсер, флагман. Задачи у каждого класса свои, как и возможности или ограничения типа:
- истребители не могут совершать космические перелеты не позволяют вмешиваться в их конструкцию являются очень узкоспециализированными (бомбардировщик, перехватчик, штурмовик, стелс и проч.)
- крейсер позволяет дополнительное техническое оснащение: оружие, двигатель, радар, щит и (редко) антирадар.
- флагман требует постройки на орбитальном уровне («0-гравитация» по терминологии игры), позволяет навешивать любое оборудование: крейсерское плюс десантный трюм, истребительный док и многие другие.

Для космических боев подгружался третий движок, позволявший выстраивать флот в боевые порядки и задавать приказы с поразительной точностью: траектория полета каждого звена истребителей или большого корабля с разделением огневой мощи разных типов между разными целями, например, лазеры на истребители, ионные пушки на крейсера, ракеты и торпеды на флагманы.

### Планеты
В игре позволялось строить орбитальные базы, сходные по поведению с кораблями класса флагманов (кроме навесов: движок и трюм). Одна из баз являлась орбитальным заводом (единственное место, позволяющее строить флагманы).
Главными в игре считались планетарные колонии, которые настоятельно рекомендовалось строить при обнаружении свободных планет, так как от них зависел потолок исследований (в колонии можно было построить только один НИИ из возможных пяти типов в разных комбинациях, а также по одному заводу любого типа из имевшихся трёх), благосостояние всей империи (почти полностью составлявшееся из налогов) и скорость производства.
Планеты отличались размером и типом поверхности. Манипуляции с ними производились с помощью упрощенного движка-платформера, позволявшего выбрать место для любого здания с учётом рельефа местности, в этом же движке проходят сражения на планетах.